# Kalle Vildand
Kalle Vildand (i serien Skattefnatt McVilde Kalledonia, orig. Mac Paperin) är en italiensk seriefigur i serierna om Kalle Anka. Han är Kalles förfader (i praktiken är han en medeltida motsvarigheten till Kalle). Han skapades av Gaudenzio Capelli och Marco Rota 1975 till serien Tuffa tag för tusen år sen (Paperino e il piccolo Krack). Efter det har han dykt upp lite då och då i knappt tio serier. Han lever i Kaledonien, Skottland, där han är befälhavare på borgen Malcot och slåss för att hålla tillbaka vikingarna. Han har en uppsättning soldater, däribland Lilleman (som, i typisk Disneyanda, egentligen är enorm), samt en flickvän, Lady Kajsa.
På sin hjälm har han en liten miniatyrskulptur av sig själv som är identisk med Kalle Vildands ansiktsuttryck.